# How Mrs. Murray Saved the American Army
How Mrs. Murray Saved the American Army è un cortometraggio muto del 1911 diretto da J. Searle Dawley. È il sesto episodio di una serie di film dedicati alla storia degli Stati Uniti ed è conosciuto anche come United States History Series #6: How Mrs. Murray Saved the American Army.
È il primo film che Stuart Holmes - che lavorava per la Powers Picture Plays - girò per la compagnia di Edison.

## Trama
Durante la Rivoluzione americana, il comando britannico viene accolto nella residenza della signora Murray la quale invita gli inglesi a una sontuosa cena. Mentre i militari bevono e si ingozzano approfittando della generosa ospitalità della padrona di casa, quest'ultima ruba le loro mappe e i loro documenti, inviandoli alle truppe al comando di George Washington.

## Produzione
Il film fu prodotto dalla Edison Manufacturing Company.

## Distribuzione
Distribuito dalla General Film Company, il film - un cortometraggio in una bobina - uscì nelle sale cinematografiche statunitensi il 10 ottobre 1911. È conosciuto anche con il titolo How Mrs. Murray Saved the Army.